# Copa del País Basc de futbol femenina
La Copa del País Basc de futbol femenina (oficialment en basc, Euskal Herria Kopa) és una competició esportiva de clubs de futbol femenins del País Basc. De caràcter anual, està organitzada per l'Euskal Herria Kirola i fou creada la temporada 2011-12. Els clubs participants disputen una primera fase de grups que determina els equips que disputen les semifinals. La final sol celebrar-se al principi de la temporada, normalment al mes d'agost o setembre.
Avui dia, només dos equips han guanyat la competició, l'Athletic Club de Bilbao amb nou títols, sis dels quals de forma consecutiva entre 2013 i 2018, i la Reial Societat de Futbol amb cinc (2012, 2019, 2020, 2022 i 2024). Per altra banda, el Deportivo Alavés ha disputat dues finals (2021 i 2022).

## Historial
| En negreta = Equip guanyador (prò.) = Pròrroga (p.) = Tanda de penals (1) = Nombre de títols Nota: Noms dels equips segons l'època |

| Edició | Temporada | Data       | Guanyador          | Resultat      | Finalista        | Seu                               | refs   |
| ------ | --------- | ---------- | ------------------ | ------------- | ---------------- | --------------------------------- | ------ |
| I      | 2011      | 28-08-2011 | Athletic Club (1)  | 4-1           | Reial Societat   | Bakio                             | [ 1 ]  |
| II     | 2012      | 27-08-2012 | Reial Societat (1) | 2-0           | Athletic Club    | Camp de Lonaiz, Beasain           | [ 2 ]  |
| III    | 2013      | 25-08-2013 | Athletic Club (2)  | 1-0           | Reial Societat   | Camp de Garmendipen, Azpeitia     | [ 3 ]  |
| IV     | 2014      | 18-08-2014 | Athletic Club (3)  | 3-1           | Reial Societat   | Camp de Mallona, Bilbao           | [ 4 ]  |
| V      | 2015      | 22-08-2015 | Athletic Club (4)  | 1-0           | Reial Societat   | Camp d'Asti Txiki, Zarautz        | [ 5 ]  |
| VI     | 2016      | 29-08-2016 | Athletic Club (5)  | 3-0           | Reial Societat   | Guernica                          | [ 6 ]  |
| VII    | 2017      | 27-08-2017 | Athletic Club (6)  | 3-0           | Reial Societat   | Camp de Mintxeta, Elgoibar        | [ 7 ]  |
| VIII   | 2018      | 02-09-2018 | Athletic Club (7)  | 5-1           | Reial Societat   | Camp d'Urritxe, Amorebieta-Etxano | [ 8 ]  |
| IX     | 2019      | 30-08-2019 | Reial Societat (2) | 3-0           | Athletic Club    | Camp de Garmendipen, Azpeitia     | [ 9 ]  |
| X      | 2020      | 27-09-2020 | Reial Societat (3) | 0-0 (8-7, p.) | Athletic Club    | Camp d'Urritxe, Amorebieta-Etxano | [ 10 ] |
| XI     | 2021      | 29-08-2021 | Athletic Club (8)  | 2-1           | Deportivo Alavés | Camp d'Asti Txiki, Zarautz        | [ 11 ] |
| XII    | 2022      | 04-09-2022 | Reial Societat (4) | 4-1           | Deportivo Alavés | Camp de Txerloia, Azkoitia        | [ 12 ] |
| XIII   | 2023      | 03-09-2023 | Athletic Club (9)  | 4-2           | Reial Societat   | Camp 2, Lezama                    | [ 13 ] |
| XIV    | 2024      | 01-09-2024 | Reial Societat (5) | 0-0 (3-2, p.) | Athletic Club    | Tolosa                            | [ 14 ] |

## Palmarès
| Equip                      | Campió | Subcampió | Finals | Anys campió                                          | Anys subcampió                                 |
| -------------------------- | ------ | --------- | ------ | ---------------------------------------------------- | ---------------------------------------------- |
| Athletic Club de Bilbao    | 9      | 4         | 13     | 2011, 2013, 2014, 2015, 2016, 2017, 2018, 2021, 2023 | 2012, 2019, 2020, 2024                         |
| Reial Societat de Futbol   | 5      | 8         | 13     | 2012, 2019, 2020, 2022, 2024                         | 2011, 2013, 2014, 2015, 2016, 2017, 2018, 2023 |
| Deportivo Alavés Gloriosas | 0      | 2         | 2      | —                                                    | 2021, 2022                                     |